# Sasha Velour
Alexander Hedges Steinberg (Berkeley, California; 25 de junio de 1987) más conocida por su nombre artístico Sasha Velour, es una drag queen, diseñadora e ilustradora estadounidense. Su trabajo creativo incluye presentaciones, publicaciones y música dentro del drag. Obtuvo mayor notoriedad como ganadora de la novena temporada de RuPaul's Drag Race en 2017.

## Biografía
Velour nació en Berkeley, California, siendo hija única de Mark Steinberg y Jane Hedges. Posee ascendencia judía rusa de parte de la familia de su padre. Creció en Connecticut hasta la edad de 9 años, cuando la familia se mudó a Urbana, Illinois, donde su padre trabaja como historiador ruso en la Universidad de Illinois en Urbana-Champaign. Su madre trabajó como directora editorial de la revista Slavic Review.
Velour se graduó en el University Laboratory High School de Champaign-Urbana en 2004. Después del instituto, trabajó a tiempo parcial como guarda de seguridad en el Museo del Hermitage en San Petersburgo, Rusia, y después hizo unas prácticas en el Staatsoper (teatro de la ópera) en Berlín, Alemania.
Obtuvo la licenciatura en literatura moderna en la universidad Vassar College en 2009. En 2010, participó en el Programa Fulbright como becaria en Moscú y completó un proyecto que tenía como objetivo entender el rol de diferentes formas de arte en la sociedad rusa contemporánea. Recibió un Máster en Bellas Artes en humor gráfico en 2013 en el Center for Cartoon Studies de White River Junction, Vermont.
Su madre murió en 2015 por cáncer, y desde entonces se rapa la cabeza en algunas de sus actuaciones como homenaje hacia ella.
Reside actualmente en Brooklyn, Nueva York, con su pareja John Jacob Lee (conocido como Johnny Velour) y su perra Vanya.
Velour es una persona genderqueer que, fuera de su personaje de drag, utiliza cualquier pronombre.

## Carrera
La carrera de Velour en el drag empezó en Vermont durante la semana de su graduación de la escuela de arte. Conocida por ser una artista original, Velour incorpora esa excentricidad en su personaje de drag. Antes de su participación en RuPaul's Drag Race, había participado en el vídeo musical C.L.A.T. con otras drag queens neoyorquinas: Peppermint, Aja y Alexis Michelle, quienes también participaron en la misma temporada del programa. Las transformaciones de aspecto y maquillajes de Velour han aparecido en publicaciones comoVogue, Cosmopolitan, Vanity Fair, y Billboard. Velour también ha creado, producido y organizado diferentes sesiones de fotos, collages y dibujos sobre arte y drag.

### Cómics y diseño
Los cómics e ilustraciones de Velour han aparecido en The Nib, InkBRICK, Comics Workbook Magazine, QU33R y Cicada Magazine, entre otras, bajo las firmas de Sasha Velour y Sasha Steinberg. También ha creado una serie de cómics titulada «Stonewall», que cuentan la historia de los disturbios de Stonewall desde diferentes puntos de vista. Highlow Comics comentó que la serie era «una visión inteligente, hermosa e ingeniosa de un evento histórico significativo y difícil».
En marzo de 2016 se llevó a cabo una exhibición individual de la obra de Velour, denominada «Nightrooms», en la Black Box Gallery de Brooklyn. El trabajo de Velour también fue parte de la exhibición grupal «Coney Island Babies, Visual Artists from the Brooklyn Drag Scene» de la División Queer de la Oficina de Servicios Generales que se inauguró en Manhattan en octubre de 2016. En marzo de 2017, Velour diseñó una camiseta de manga larga para «Contemporary Drag», una línea de moda de edición limitada de la New Art Dealers Alliance (NADA), en colaboración con Print All Over Me.

### Velour, The Drag Magazine
En verano de 2014 Velour fundó, junto a su pareja Johhny, «Velour, The Drag Magazine» (originalmente titulada Vym), una publicación bi-anual sobre drag. Velour es la directora artística de la revista. El primer número, «What is Drag?», fue lanzado en junio de 2015, y el segundo número, «Realness», en octubre de 2016. La revista incluye entrevistas, fotografías, poesía e ilustraciones que muestran el poder, la belleza y el propósito del drag.

### Nightgowns
Desde agosto de 2015, Velour produce en Brooklyn «Nightgowns» (literalmente, «Camisones»), un espectáculo de drag mensual. Los eventos han tenido lugar habitualmente en Bizarre Bushwick y National Sawdust. La propia Velour calificó los espectáculos en el periódico The New York Times como «hermosos, divertidos y cargados de política».

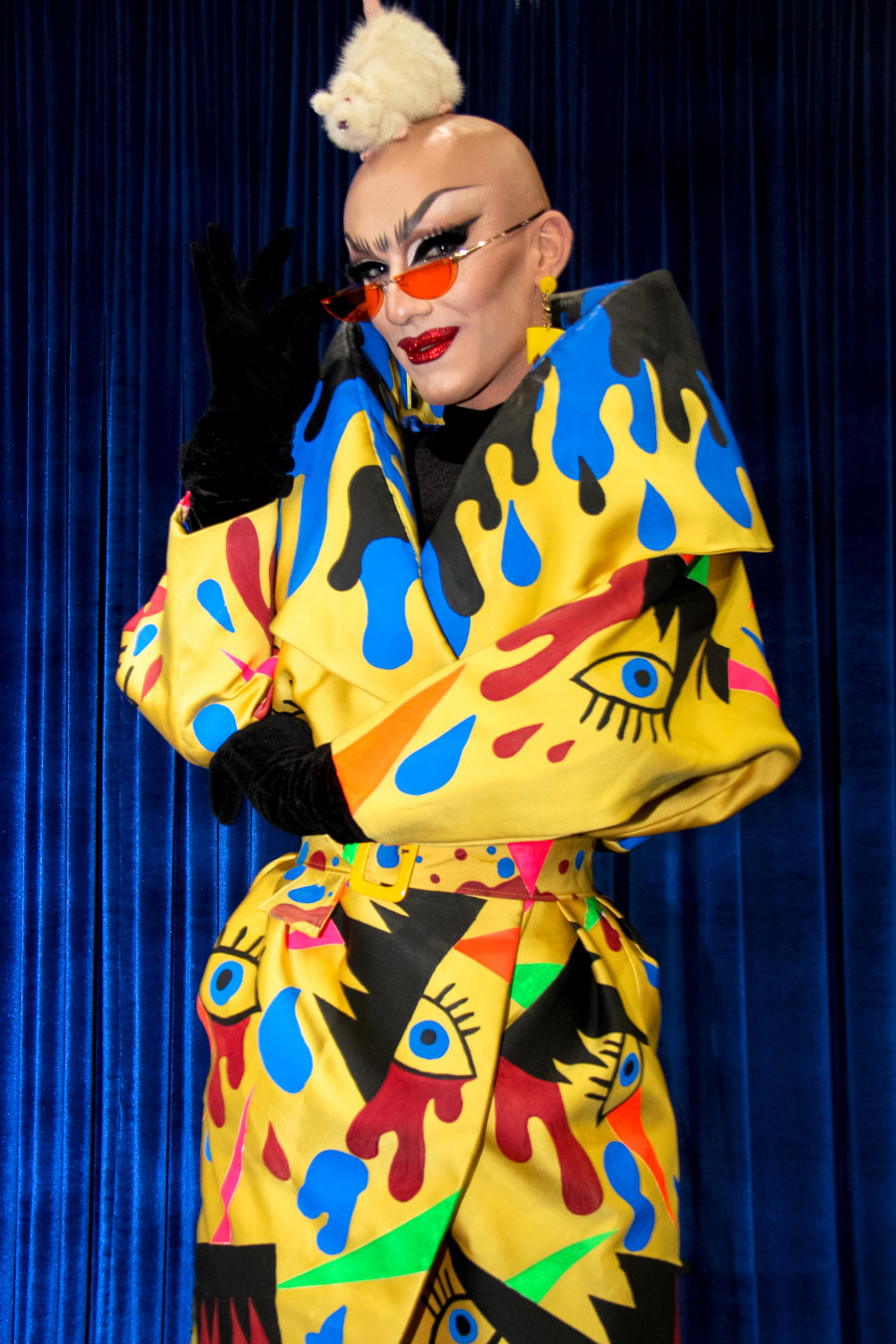
Sasha Velour en la Dragcon 2018.

### RuPaul's Drag Race
Velour se presentó al casting de la octava temporada de RuPaul's Drag Race, pero no fue seleccionada. En marzo de 2017, se anunció que sería una de las 14 participantes de la novena temporada del show. Finalmente, en junio de 2017, Sasha Velour fue coronada como la ganadora de la temporada.
| Predecesora: Bob The Drag Queen | Ganadora de RuPaul's Drag Race 2017 | Sucesora: Aquaria |